# Малме арена
Малме арена (швед. Malmö Arena) је вишенаменска затворена арена у Хилијевонгу, новом насељу у граду Малмеу, Шведска. Изградња је почела 10. јануара 2007, а арена је отворена 6. новембра 2008. Арена ће се углавном користити за хокеј мечеве, а имаће капацитет 13.000 гледалаца током спортских догађаја и 15.500 за догађаје као што су концерти.
Поред тога, Мелодифестивален 2009., шведски национални избор за песму Евровизије, одржан је у у овој грађевини, а као што је најављено, требало би и убудуће да се одржава у овој арени. Такође, финале Светског првенства у рукомету 2011. се одржало у Малме арени.
Малме арена је угостила неке од најпознатијих светских личности и музичких група као што су Ин Флејмс, Џудас прист, Том Џоунс, Лејди Гага, Рамштајн, Боб Дилан, итд.